# Parc national des gorges de la Nera-Beușnița
Le parc national des gorges de la Nera-Beușnița (en roumain : Parcul Naţional Cheile Nerei-Beuşniţa) est un parc national situé dans le sud-ouest de la Roumanie, dans le territoire administratif du județ de Caraș-Severin, dans la région historique du Banat. Le parc national de d’une superficie de 36 758 ha a été déclaré zone naturelle protégée par la loi du 6 mars 2000. Il protège une zone montagneuse (sommets montagneux, cirques, crevasses, grottes, vallées, canyons, cascades) qui abrite une grande variété de flore et de faune ; certaines espèces sont endémiques ou très rares,.

## Description
Le réseau hydrologique comprend la rivière Nera et ses affluents. Il abrite notamment les gorges de la Nera.

## Faune
Mammifères : ours brun (Ursus arctos), cerf élaphe (Cervus elaphus), chevreuil (Capreolus capreolus), loup gris (Canis lupus), sanglier (Sus scrofa), loutre d’Europe (Lutra lutra), lynx (Lynx linx), chat sauvage (Felis silvestris), martre des pins (Martes martes), blaireau (mâles mâles), musaraigne pygmée (Sorex minutus), chauve souris rhinolophe (Rhinolophus blasii), petit murin (Myotis blythii).
Oiseaux : aigle royal (Aquila chrysaetos), aigle tacheté (Aquila pomarina), martin-pêcheur commun (Alcedo athis), tétras noisetier (Bonasa bonasia), busard cendré (Circus cyaneus), hibou d’Eurasie (Bubo bubo), circaète Jean le blanc (Circaetus gallicus), moucherolle à poitrine rousse (Ficedula parva), Bondrée apivore (Pernis apivorus), Engoulevent d’Europe (Caprimulgus europaeus), Pic à tête grise (Picus canus), Hibou de l’Oural (Strix uralensis), Râle du maïs (Crex crex), Paruline barrée (Sylvia nisoria), Pie-grièche à dos rouge (Lanius collurio), Bruant ortolan (Emberiza hortulana), rollier d'Europe (Coracias garrulus), busard de Montagu (Circus pygargus) et pic à taches moyennes (Dendrocopos medius).
Reptiles, amphibiens et grenouilles : Vipère péliade (Vipera berus), lézard vert (Lacerta viridis), serpent lisse (Coronella austriaca), salamandre de feu (Salamandra salamandra), triton alpestre (Triturus alpestris), crapaud commun (Bufo bufo) et crapaud à ventre jaune (Bombina veriegata).

## Galerie

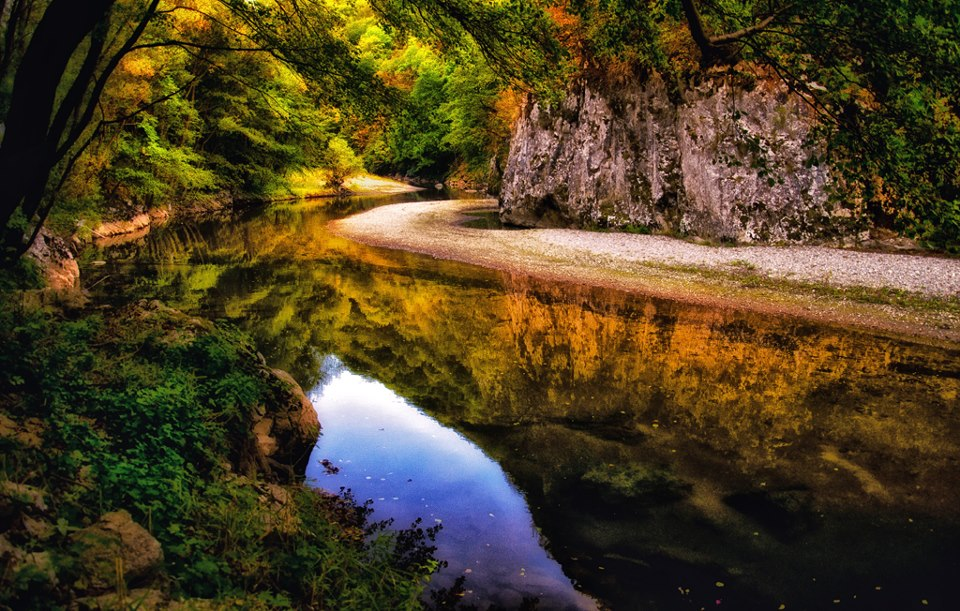
Gorges de la Nera
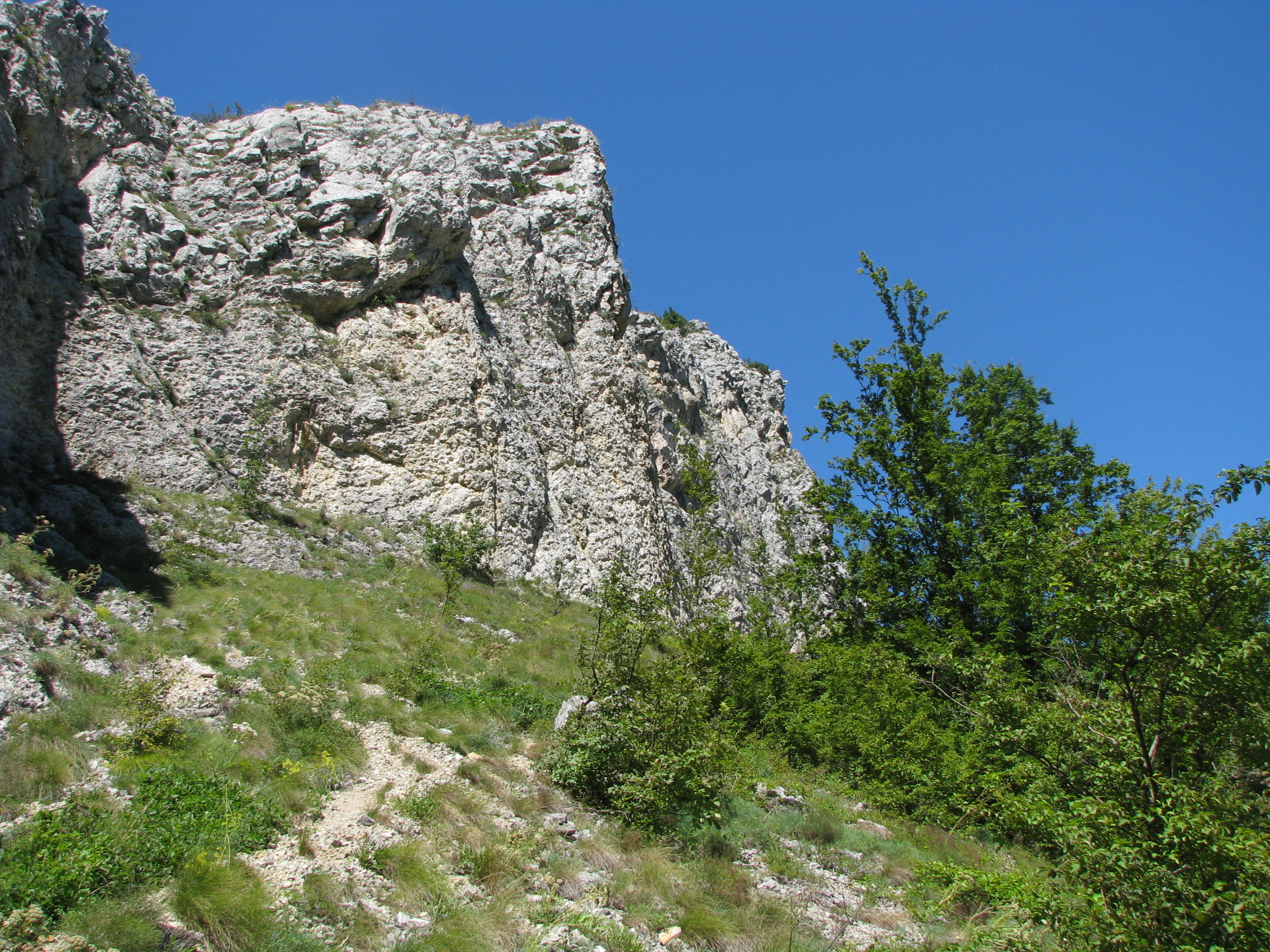
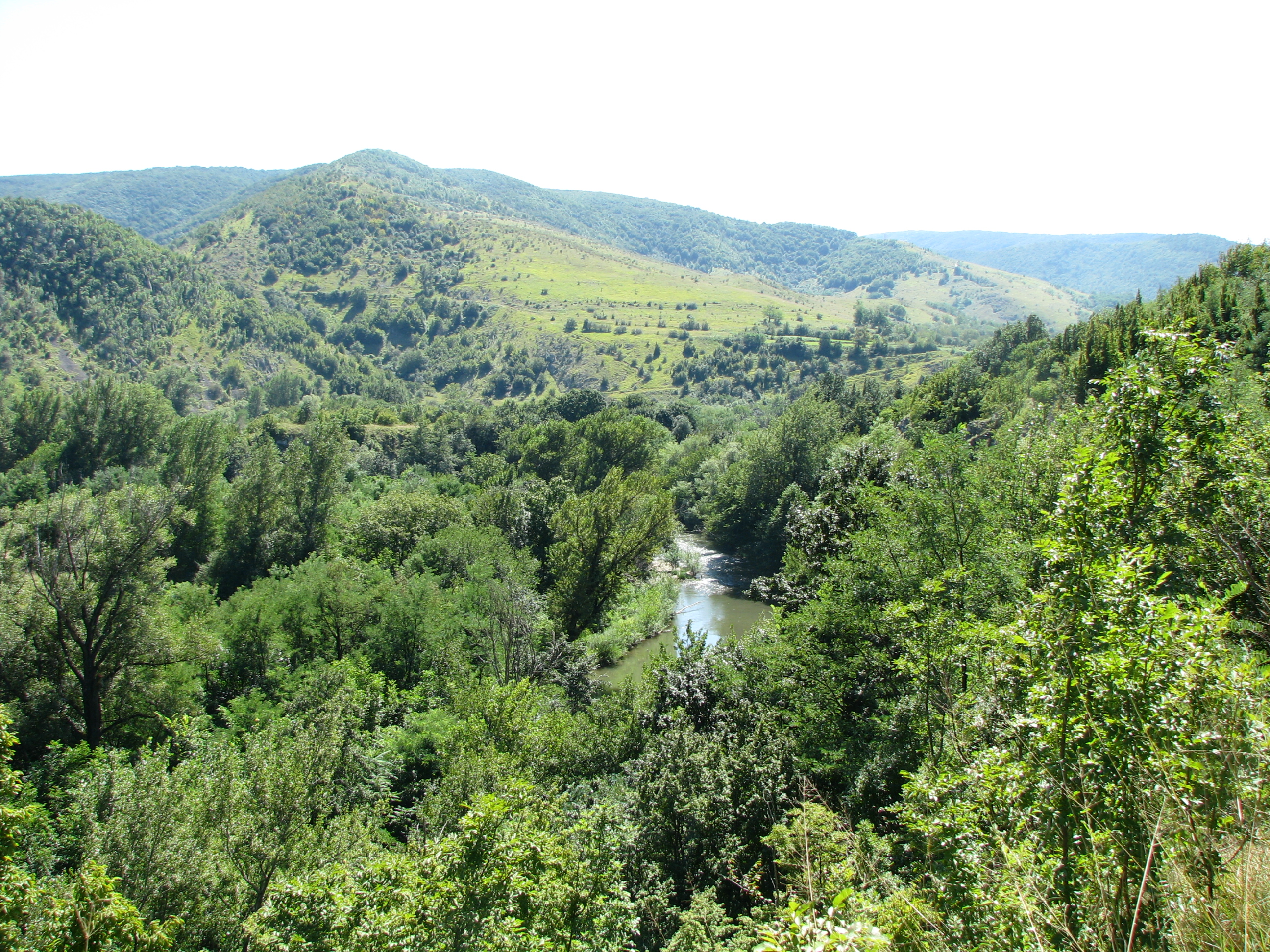
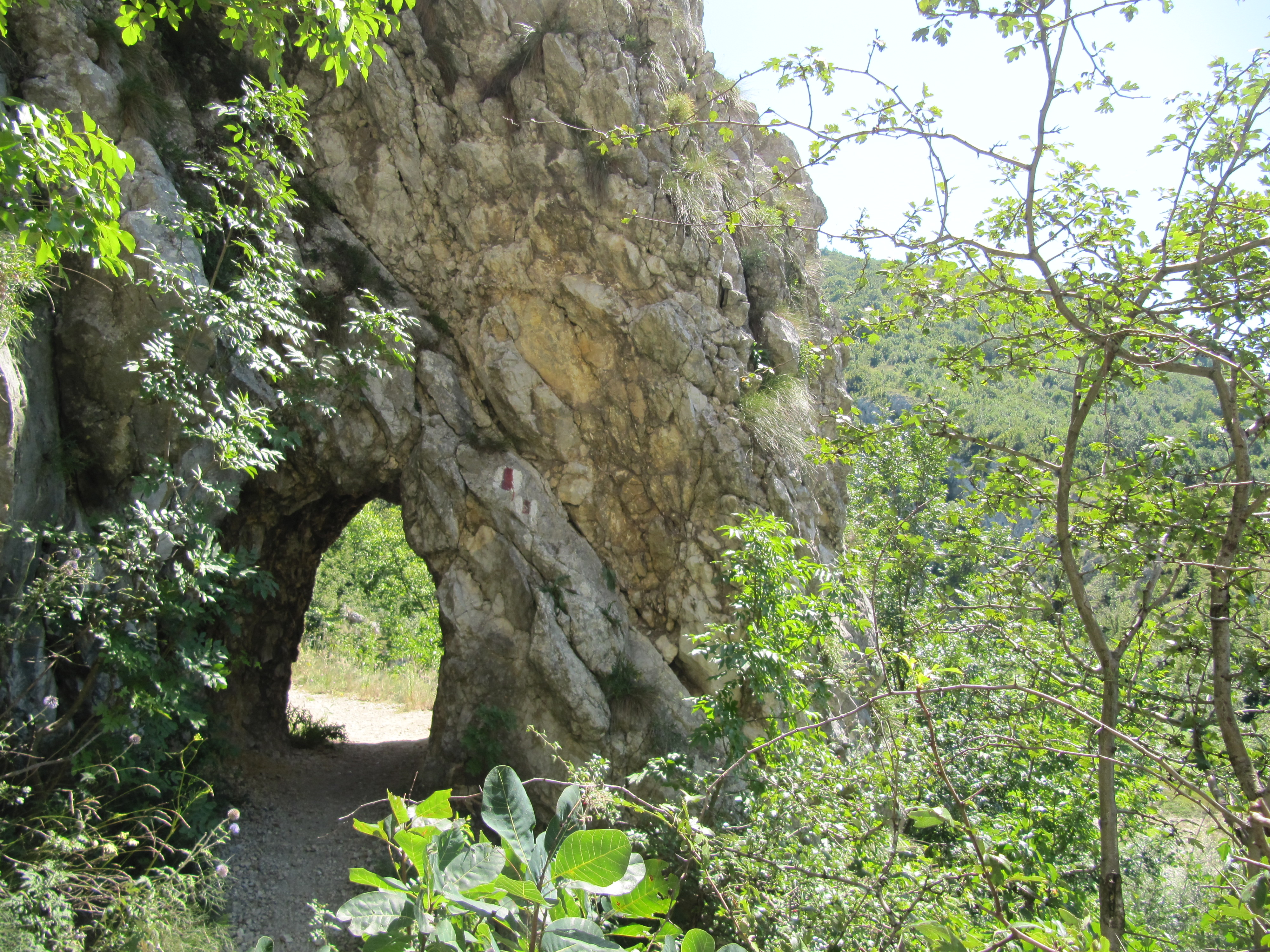
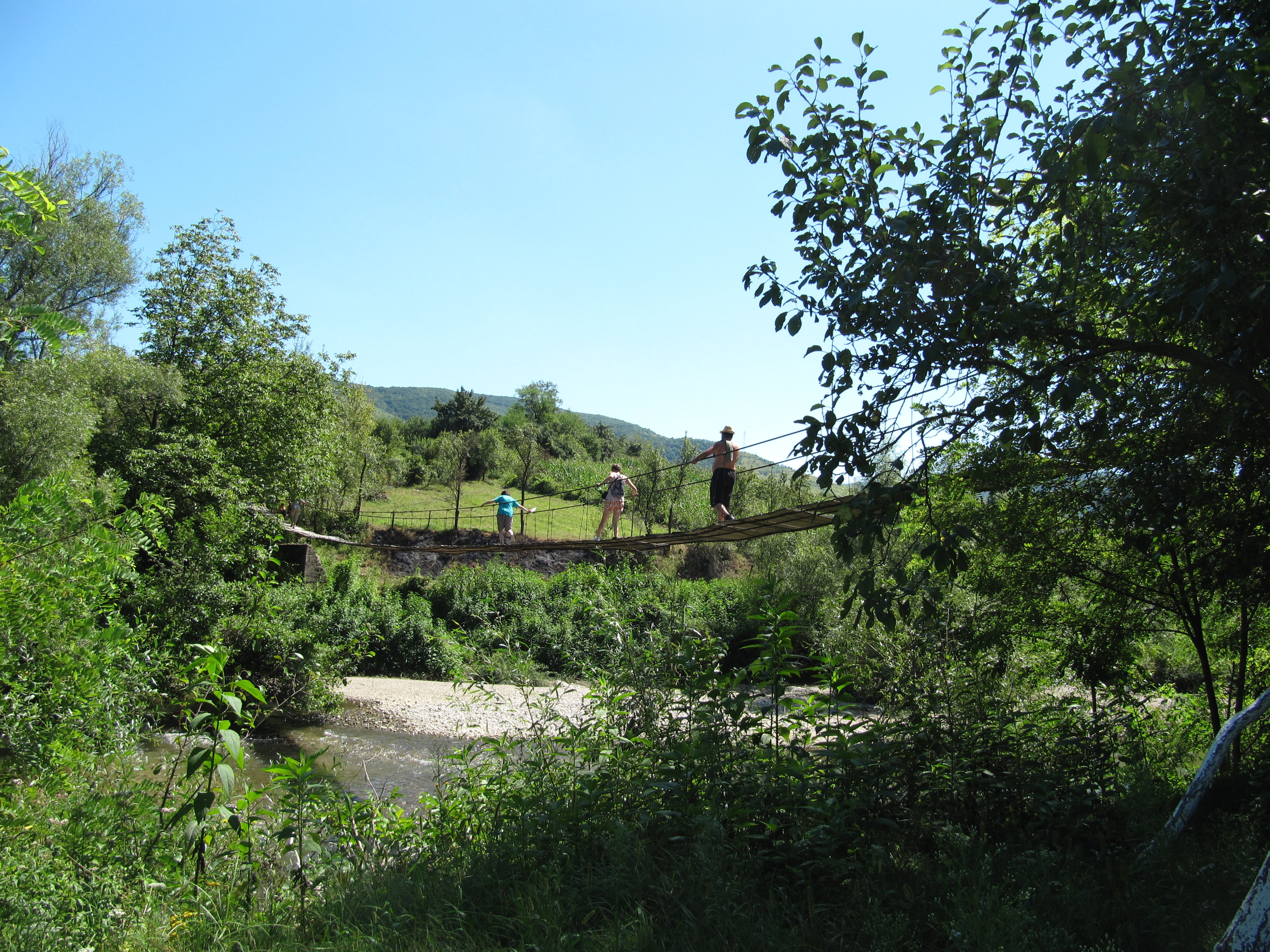
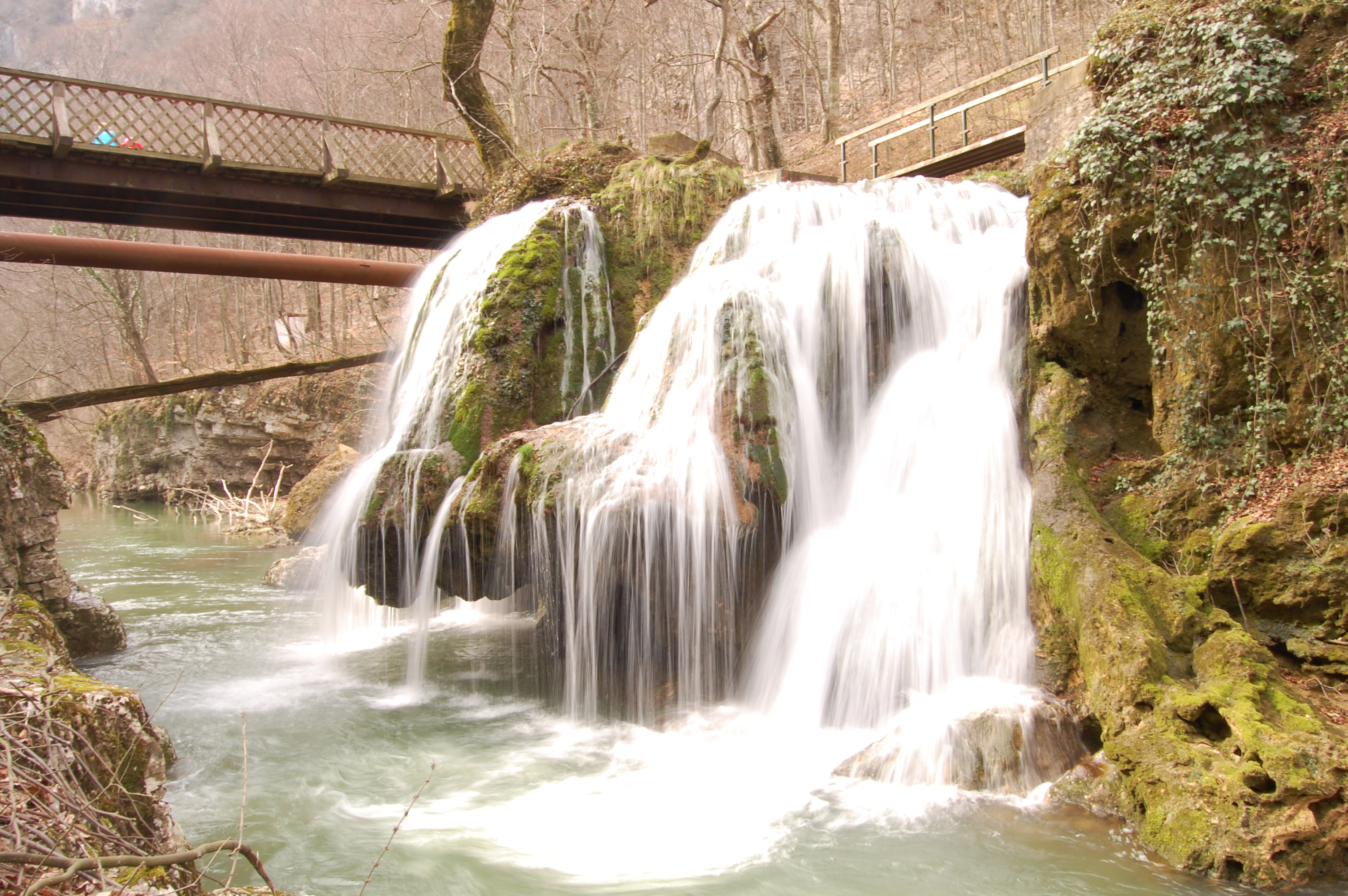